# Distretto di Chaccho
Il distretto di Chaccho è un distretto del Perù nella provincia di Antonio Raymondi (regione di Ancash) con 1.927 abitanti al censimento 2007 dei quali 581 urbani e 1.346 rurali.
È stato istituito il 26 ottobre 1864.